# Triisodontidae
Триизодонтиды (буквальный перевод названия — три равных зуба) — семейство наиболее примитивных мезонихий. Обитали в Северной Америке во времена палеоцена, однако некоторые из них пробрались в Азию, где дожили до конца эоцена. «Флагманом» семейства является триизодон.
Триизодонтиды были первыми относительно крупными хищными млекопитающими Северной Америки и конкурировали с гигантскими нелетающими птицами, которые к началу эоцена начали сдавать свои позиции.
Триизодонтиды считаются первыми базальными мезонихиями. Из-за их примитивного строения зубов некоторые учёные хотят разжаловать триизодонтидов до статуса кондиляртров.
Дольше всего триизодонтиды продержались в Азии, но единственным известным азиатским триизодонтидом является эндрюсарх.

## Роды
- † Andrewsarchus
- † Eoconodon
- † Goniacodon
- † Stelocyon
- † Triisodon